# Dół
Dół (pronunciación en polaco: /ˈduw/; en alemán: Daulen) es un pueblo ubicado en el distrito administrativo de Gmina Iława, dentro del Condado de Iława, Voivodato de Varmia y Masuria, en Polonia del norte. Se encuentra aproximadamente a 4 kilómetros al este de Iława y a 62 kilómetros al oeste de la capital regional Olsztyn.
Antes de 1945, el área fue parte de Alemania (Prusia Oriental).
El pueblo tiene una población de 90 habitantes.